# Till There Was You
Till There Was You est une chanson écrite en 1957 par Meredith Willson lors de la création de la comédie musicale The Music Man à Broadway ; elle est interprétée à l'origine par Barbara Cook. Lorsque la comédie musicale est portée à l'écran en 1962, c'est Shirley Jones qui l'interprète. La chanson est reprise en 1963 par les Beatles dans leur album With the Beatles. 

## Version des Beatles
Pistes de With the Beatles
Little Child Please Mr. Postman
Elle fait partie des chansons qui sont jouées par les Beatles lors de leur audition pour le label Decca, le 1er janvier 1962 avec Pete Best à la batterie. Le groupe, maintenant avec Ringo Starr, la joue au Star-Club à Hambourg, fin décembre 1962, où un enregistrement amateur est fait et publié en 1977 sur la version américaine du bootleg Live! at the Star-Club in Hamburg, Germany; 1962.
Elle est réenregistrée le 30 juillet 1963 pour être incluse sur leur second album, With the Beatles.  La huitième prise est utilisée, sans overdubs, avec Ringo Starr jouant des bongos au lieu de sa batterie.
Une version, enregistrée le 4 novembre 1963 sur la scène du Prince of Wales Theatre à Londres pour le Royal Variety Show, est incluse dans l'album Anthology 1.
Cette chanson est enregistrée à six reprises dans les studios de la BBC. La version du 28 février 1964 pour l'émission From Us To You du 30 mars, est publiée sur Live at the BBC. Une autre version, enregistrée trois semaines avant d'être enregistrée pour EMI, est publiée sur On Air - Live At The BBC Volume 2.  Cet enregistrement a lieu le 10 juillet 1963 pour l'émission Pop Go the Beatles (en) du 30.
Till There Was You avec She Loves You, I Want to Hold Your Hand et I Saw Her Standing There sont chacune mises en vente en quantité limité à 1,500 copies en format vinyle 3 pouces (7,62 cm) pour le Record Store Day de 2024. Ce sont les versions studio des chansons parmi celles qui ont été interprétées au Ed Sullivan Show en février 1963. De plus, 2,300 minis platine tourne-disques spécialement conçues pour l'occasion, incluant les quatre disques, sont aussi disponibles.

### Interprètes
- Paul McCartney : chant, guitare basse
- John Lennon : guitare acoustique
- George Harrison : guitare solo acoustique
- Ringo Starr : batterie.

### Publication en France
La chanson arrive en France en janvier 1964 sur la face B d'un 45 tours EP (« super 45 tours »), accompagnée  de I Wanna Be Your Man ; sur la face A figurent I Want To Hold Your Hand et It Won't Be Long. Une photo de Dezo Hoffman orne la pochette.